# Artur Sirk
Artur Sirk (25 de setembre del 1900 a Pruuna, Tapa vald, Estònia - 2 d'agost de 1937 a Echternach, Luxemburg) va ser un una figura política i militar estoniana. Veterà de la lluita del país per la independència Sirk més tard va esdevenir una figura destacada dins del moviment ultradretà Vaps i un opositor declarat del govern

## Primers anys
Originari de les zones rurals de Järvamaa, Sirk provenia d'un ambient humil, i era fill d'un granger Com a estudiant va ser un dels primers voluntaris per lluitar en contra de la mobilització de l'Exèrcit Roig en la Guerra d'independència d'Estònia.
Després de la guerra Sirk es va desmobilitzar i se'n va anar a la Universitat de Tartu a estudiar Dret el 1923, abans d'allistar-se a l'exèrcit estonià, on se li va permetre completar els seus estudis. Va deixar l'exèrcit el 1926 i va entrar a treballar al despatx legal de Theodor Rõuk, que havia servit breument com a Ministre de l'Interior el 1924. Sirk es veié aviat molt involucrat en la política, en un principi amb el Partit dels colons, un grup vagament dretà liderada per Ilmar Raamot, a qui coneixia de Sirk tant a la seva escola i els dies de l'exèrcit.

## Moviment VAPS
Sirk es va unir a Eesti Demobiliseeritud Sojavaelaste Liit (Lliga estoniana de soldats desmobilitzats) després de la seva creació el 1921 i al seu moviment successor, l'Eesti Vabadussõjalaste Liit ("Unió dels participants en la Guerra de la Independència d'Estònia"), i fou nomenat vicepresident d'aquest últim grup en l'assemblea inaugural general el 10 d'octubre de 1926. Aquests dos del grup tenia poca ambició més enllà de ser associacions d'ex militars, però Sirk desitjava una estructura més centralitzada i amb aquesta finalitat es va establir l'Eesti Vabadussõjalaste Keskliit que després canviaria a Eesti Vabadussõjalaste Liit, conegut popularment com a Vaps ja a partir del 1929. Mentre que el general Ernst Podder fou nomenat president del grup, va ser Sirk qui va redactar els seus estatuts, entre ells un deure consagrat de lideratge dels joves del país per al moviment, i també es va assegurar un lloc en l'executiu de vuit membres elegits en el primer congrés nacional del Vaps que va tenir lloc el 26 de gener de 1930 a Tallinn.
El discurs de Sirk en la seva conferència de 1932 va donar l'impuls per a un canvi en la direcció amb una crida per a un partit que podia treure profit de la iniciativa ciutadana per assegurar la transferència a l'autoritarisme. El Vaps va adoptar un estil cada vegada més paramilitar que reflecteix moltes de les característiques dels creixents moviments feixistes en altres parts d'Europa i Sirk, que era orador talentós i demagog carismàtic, va ser aviat reconegut com a força impulsora del moviment. El grup es va acostar al poder el 1933, abans de ser prohibit per Konstantin Päts l'any següent. El govern havia afirmat que Andres Larka, Sirk i altres figures principals Vaps s'havia estat preparant per dur a terme un cop d'estat, encara que en aquest cas hi ha poques proves que les acusacions fossin certes. No obstant això Sirk va ser un d'una sèrie de líders del Vaps detinguts pel règim de Päts, però va escapar de la presó i va fugir a Finlàndia.
Entre 1934 i 1935 va dirigir l'activitat del Vaps des del seu exili finlandès i fins i tot va arribar a estar implicat en una conspiració per enderrocar el govern d'Estònia amb els seus aliats en el Moviment Lapua. Els plans per a una rebel·lió armada contra Päts es van posar en marxa, però aquests van ser descoberts el desembre de 1935 per la policia de seguretat de l'Estat, i la temptativa va acabar amb els principals caps detinguts. Sirk però, no estava entre els arrestats, ja que va ser capaç d'escapar de nou i aquesta vegada es va establir a Luxemburg.

## Mort
Sirk va morir després d'una caiguda des d'una finestra de l'hotel a Echternach en circumstàncies que a hores d'ara encara semblen dubtoses.Alguns historiadors estonians incloent-hi Pusta i Tomingas sostenen que la mort va ser un acte de defenestració per agents de Päts, tot i que la policia local de Luxemburg va declarar que es tractava d'un suïcidi. El funeral de Sirk va tenir lloc a Hèlsinki el 9 d'octubre. El panegíric va ser pronunciat per Elias Simojoki, mentre que centenars de membres del moviment juvenil de Simojoki, el Sinimustat i la Societat Acadèmica de Carèlia van estar presents. August Jäägert, un nacionalista estonià, va culpar de la mort de Sirk el govern d'Estònia, amb la qual cosa va ajudar a iniciar el debat històric sobre la seva mort.